# Willy Harmjanz

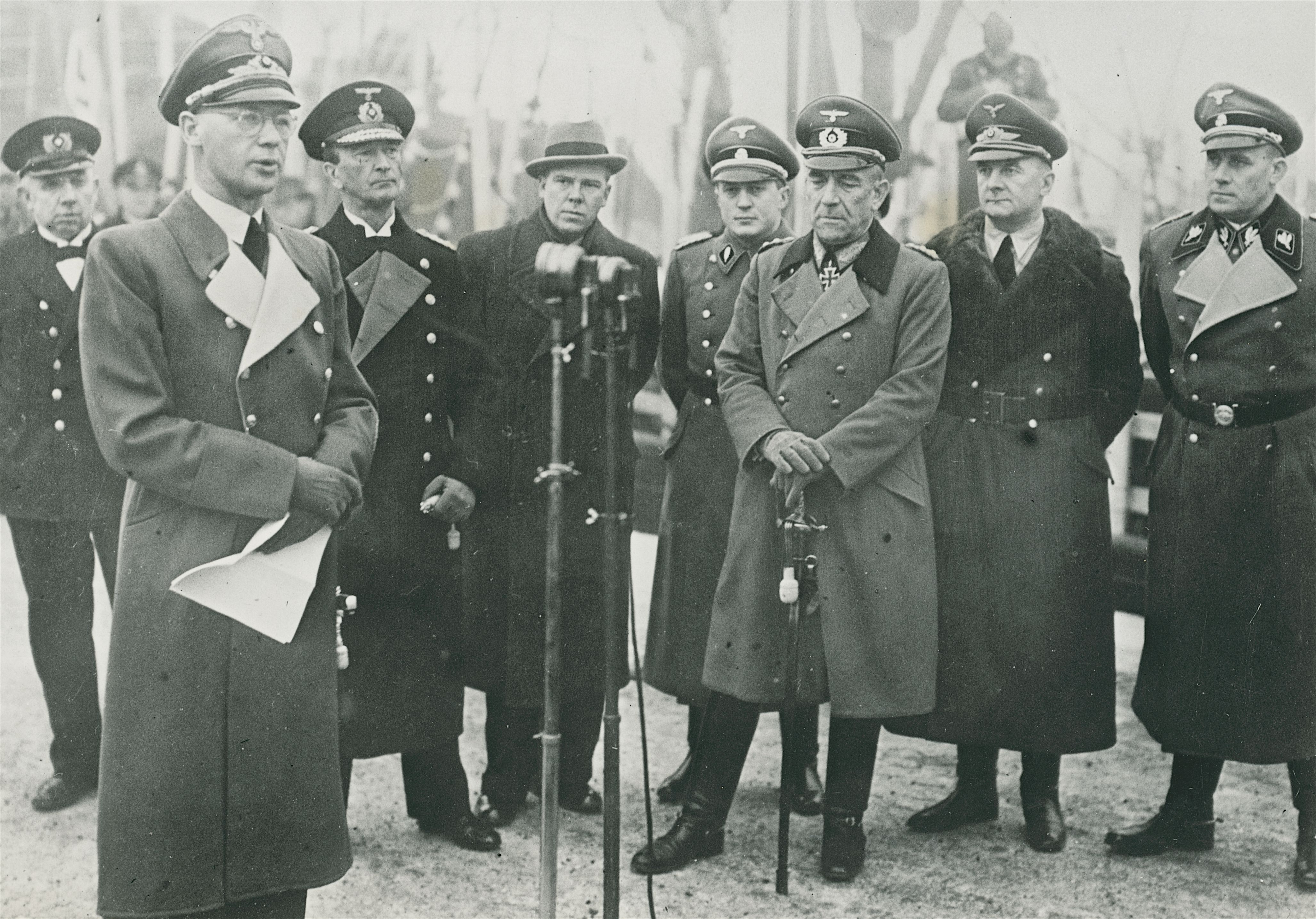
Generalmajor Willy Harmjanz (2.v.r.) im Dezember 1940 in Norwegen

Willy Harmjanz (* 4. Januar 1893 in Neuruppin; † 1. Januar 1983 in West-Berlin) war ein deutscher General der Flieger der Luftwaffe im Zweiten Weltkrieg.

## Leben

### Herkunft
Willy Harmjanz wurde am 4. Januar 1893 in Neuruppin als Sohn des Zahnarztes Heinrich Wilhelm Harmjanz (1864–1937) und seiner Ehefrau Martha Franziska, geb. Richter (1870–1945) geboren. Er besuchte ab 1899 zunächst die Vorschule und anschließend bis zum Reifezeugnis im Jahr 1911 das Gymnasium in Neuruppin.:
Beförderungen
- 18. November 1911 Fähnrich
- 18. August 1912 Leutnant
- 27. Januar 1916 Oberleutnant
- 30. Juli 1919 Charakter als Hauptmann
- 31. August 1919 Polizeihauptmann
- 11. April 1930 Polizeimajor
- 1. August 1935 Oberstleutnant
- 1. April 1937 Oberst
- 1. April 1939 Generalmajor
- 1. April 1941 Generalleutnant
- 1. Oktober 1942 General der Flieger

### Frühe Jahre und Erster Weltkrieg
Harmjanz trat am 23. März 1911 als Fahnenjunker in das Deutschordens-Infanterie-Regiment Nr. 152 ein, wo er nach seiner Beförderung zum Leutnant bis zum Ausbruch des Ersten Weltkrieges als Kompanieführer eingesetzt wurde. Nach Kriegsausbruch fungierte er bis Juli 1916 in seinem Stammregiment als Zug- und Kompanieführer sowie als Bataillonsadjutant. Im August 1916 wechselte Harmjanz zur Fliegertruppe über. Hier absolvierte er bis Ende November 1916 eine Ausbildung zum Flugzeugbeobachter. Vom 1. Dezember 1916 bis Ende November 1918 flog er dann in dieser Funktion in der Flieger-Abteilung 253 an der Westfront. Zum 1. Dezember 1918 kehrte Harmjanz als Kompanieoffizier zu seinem Stammregiment zurück, in dem er bis zu dessen Demobilisierung Ende Juli 1919 verblieb. Am 31. Juli 1919 schied Harmjanz unter Verleihung des Charakters als Hauptmann aus dem aktiven Militärdienst und wechselte am Folgetag in den Polizeidienst über.

### Zwischenkriegsjahre
Hier wurde Harmjanz im Rang eines Polizeihauptmannes ab 1. August 1919 als Hundertschaftsführer bei der Polizeigruppe Gleiwitz eingesetzt. Diese Position hatte er bis Ende September 1920 inne. Anschließend war er bis Mitte März 1921 Hundertschaftsführer bei der Polizeigruppe Ratibor sowie ab Dezember 1920, in gleicher Funktion, beim Kommando der Schutzpolizei Liegnitz tätig. Vom 15. März 1921 bis Juli 1926 übte die Funktion des Kommandoführers bei der Schutzpolizei in Grünberg aus. Im Anschluss daran agierte Harmjanz von August 1926 bis April 1930 erneut als Hundertschaftsführer bei der Polizei in Oppeln und Cottbus. Im Mai 1930 wurde er der Schutzpolizei in Königsberg zugeteilt, wo Harmjanz bis Februar 1933 als Sachbearbeiter tätig war. Eine gleiche Stellung nahm er anschließend von März 1933 bis Juli 1935 bei der Landespolizei-Inspektion ebendort ein.

### Zweiter Weltkrieg
Mit Wirkung zum 1. August 1935 trat Harmjanz, unter gleichzeitiger Ernennung zum Oberstleutnant, zur im Aufbau begriffenen Luftwaffe über. Hier diente er bis November 1935 im Stab des Generalluftzeugmeisters im dortigen Ausbildungskommando. Am 1. Dezember 1935 wurde er zum Kommandeur der Luftzeuggruppe III ernannt, die später unter dem Namen Luftzeuggruppe IV formierte. Diese Stellung hielt Harmjanz bis Ende September 1939 inne. Während dieser Zeit fungierte er von März bis September 1939 zugleich als Quartiermeister beim Luftgau-Kommando IV. Anschließend erfolgte vom 24. September 1939 bis 31. Mai 1940 sein Einsatz als Kommandeur der Luftzeuggruppe II Posen. Nach der Besetzung Norwegens durch deutsche Truppen im Frühjahr 1940 wurde Harmjanz am 1. Juni 1940 zum Kommandeur der Luftzeuggruppe Norwegen ernannt. Dort stieg er am 1. Dezember 1940 zum ersten Kommandierenden General der Deutschen Luftwaffe in Norwegen auf. Diese Stellung hielt er bis zum 30. April 1941 inne. Zuvor war Harmjanz am 1. April 1941 zum Generalleutnant befördert worden. Von Mai bis Juni 1941 agierte er als Kommandeur der Feldluftzeuggruppe Norwegen. Am 26. Juni 1941 erfolgte seine Ernennung zum Kommandierenden General des Feldluftgau-Kommandos Norwegen, dessen Geschäfte er vorerst bis zum 14. August 1941 m.d.W.d.G.b. leitete. Ab 15. August 1944 entfiel dieser Zusatz und Harmjanz fungierte bis 17. Januar 1944 ununterbrochen als Kommandierender General des Feldluftgau-Kommandos Norwegen. Bereits am 1. Oktober 1942 war er in dieser Funktion zum General der Flieger ernannt worden.
Nach der Abwicklung dieser Dienststelle trat Harmjanz am 17. Januar 1944 in die Führerreserve ein und wurde am 23. Juni 1944 zum Kommandierenden General der Deutschen Luftwaffe in Finnland ernannt. Er trat damit die Nachfolge des Generals der Flieger Julius Schulz an. Als diese Dienststelle am 18. Dezember 1944 in das Luftgau-Kommando XVI mit Sitz in Dresden umgewandelt wurde, wurde Harmjanz bis 17. Januar 1945 mit der Aufstellung dieses Kommandos beauftragt. Nach dessen Beendigung trat er erneut in die Führerreserve über und schied am 30. April 1945 aus dem Wehrdienst aus.
Nach Kriegsende wurde Harmjanz von der Roten Armee verhaftet und war anschließend bis zum 23. April 1950 in sowjetischer Kriegsgefangenschaft.
Willy Harmjanz starb an Neujahr 1983 im Berliner Ortsteil Zehlendorf.

## Auszeichnungen
Willy Harmjanz erhielt u. a. folgende Orden und Auszeichnungen (Verleihungsdatum sofern bekannt jeweils in Klammern)
- Beobachter Abzeichen (4. April 1917)
- Eisernes Kreuz (1914) II. und I. Klasse (22. Oktober 1914 / 20. August 1917)
- Friedrich-August-Kreuz II. und I. Klasse (beide am 25. Juli 1918)
- Ritterkreuz des Königlichen Hausordens von Hohenzollern mit Schwertern (13. Oktober 1918)
- Schlesischer Adler II. und I. Klasse (beide am 30. Dezember 1920)
- Ehrenkreuz des Weltkrieges mit Schwertern (6. November 1934)
- Dienstauszeichnung der Wehrmacht I.-IV. Klasse (2. Januar 1937)
- Sudetenlandmedaille mit Spange Prager Burg (26. August 1939)